# Gabriele Mehl
Gabriele Mehl (* 25. Februar 1967 in Hagenbach) ist eine ehemalige deutsche Ruderin, die 1992 eine olympische Bronzemedaille gewann.
Gabriele Mehl startete für den Ruderklub am Baldeneysee in Essen. 1987 und 1988 belegte sie zusammen mit Meike Holländer im Zweier ohne Steuerfrau jeweils den zweiten Platz bei der Deutschen Meisterschaft. Bei der Weltmeisterschaft 1987 starteten beide im Achter und belegten den fünften Platz; bei den Olympischen Spielen 1988 verpassten sie das A-Finale und belegten den siebten Platz.
1990 traten Mehl und Holländer zusammen mit Cerstin Petersmann und Sylvia Dördelmann im Vierer ohne Steuerfrau an. Nach dem Gewinn des deutschen Meistertitels belegten sie bei der Weltmeisterschaft in Tasmanien den zweiten Platz hinter dem rumänischen Boot, aber vor dem Vierer aus der DDR. 1991 nach der Vereinigung der beiden deutschen Ruderverbände traten Petersmann und Mehl aus dem westdeutschen Vierer zusammen mit Judith Zeidler und Kathrin Haacker aus dem DDR-Vierer an. Nach dem Gewinn der Deutschen Meisterschaft belegte das Boot bei der Weltmeisterschaft den dritten Platz hinter den Booten aus Kanada und den Vereinigten Staaten.
Nur Gabriele Mehl startete auch 1992 im Vierer, hinzu kamen Antje Frank, Birte Siech und als Schlagfrau Annette Hohn. Bei den Olympischen Spielen 1992 belegte das Boot wie im Vorjahr den dritten Platz hinter den Booten aus Kanada und den USA. 1993 gewann der Vierer mit Ina Justh für Annette Hohn noch einmal die Deutsche Meisterschaft, für Gabriele Mehl war es in dieser Bootsklasse der vierte Titel in Folge.
Für den Gewinn der Bronzemedaille bei den Olympischen Spielen 1992 erhielt sie am 23. Juni 1993 das Silberne Lorbeerblatt.